# 宋少华 (1966年)
宋少华（1966年7月—），中华人民共和国政治人物，现任中共五指山市委书记，河北任丘人。

## 生平
1984年9月至1988年7月，就读于北京农业大学农业经济系农业经营管理专业。
2010年2月，任海南省五指山市委书记。